# Ctenus obscurus
Ctenus obscurus là một loài nhện trong họ Ctenidae.
Loài này thuộc chi Ctenus. Ctenus obscurus được Eugen von Keyserling miêu tả năm 1877.